# Nekrolog 1989
Nekrolog
◄◄
| ◄
| 1985
| 1986
| 1987
| 1988
| 1989 | 1990 | 1991 | 1992 | 1993 | ► | ►►
1. Quartal |
2. Quartal |
3. Quartal |
4. Quartal 
Weitere Ereignisse | Allgemeiner Nekrolog 1989
Die Beschreibung der verstorbenen Person sollte so kurz wie möglich gehalten sein und nur deren signifikante Tätigkeit(en) enthalten.
Neue Namen ggf. auch unter dem Geburts- und Sterbedatum, also etwa unter 1. Januar und im Geburts- und Sterbejahr (2024) eintragen (nur bei entsprechender großer Wichtigkeit). Für Beispiele siehe die schon vorhandenen Artikel.
Außerdem über die fünf zuletzt Verstorbenen, zu denen es einen ausreichend guten Artikel für eine Präsentation auf der Hauptseite gibt, nach der todesbedingten Überarbeitung der Artikel ggf. auch unter Wikipedia Diskussion:Hauptseite informieren und sie am besten auch in den anderen Wikipedia-Sprachversionen eintragen. Tipp: Regelmäßig bei news.google.de nach „ist tot“, „gestorben“ oder „verstorben“ suchen.
Wenn eine Person gestorben ist, gibt es viele Seiten zu dieser Person in der Wikipedia, die davon auch betroffen sind und entsprechend aktualisiert werden müssen. Beispiele: Namenübersichtsseite, Geburtsjahr, Geburtsort-Seiten und viele mehr.
Wie finde ich die betroffenen Seiten?
Im Suchfeld auf der linken Seite gibt man den Suchbegriff so ein: „Vorname Nachname“. Dann klickt man auf Volltext und alle Seiten mit entsprechendem Suchtext werden aufgerufen. Hier sieht man dann schnell, wo auch das Todesjahr Sinn macht oder sogar ein Teil des Artikels angepasst werden muss. Auch hilft das „Werkzeug“ auf der linken Seite sehr gut, um solche Seiten aufzufinden: „Links auf diese Seite“. Somit ist die Wikipedia wieder aktuell in allen Bereichen! Hinweis: bei Eintragung der Kategorie „Gestorben JAHR“ wird der Missbrauchsfilter 49 ausgelöst, was jedoch nicht schlimm ist. Siehe: Spezial:Missbrauchsfilter/49
Dies ist eine Liste von im Jahr 1989 verstorbenen bekannten Persönlichkeiten. Die Einträge erfolgen innerhalb der einzelnen Daten alphabetisch sortiert. Tiere sind im Nekrolog für Tiere zu finden.
Die Liste ist nach Quartalen aufgeteilt:
- Nekrolog 1. Quartal 1989: Januar, Februar und März
- Nekrolog 2. Quartal 1989: April, Mai und Juni
- Nekrolog 3. Quartal 1989: Juli, August und September
- Nekrolog 4. Quartal 1989: Oktober, November und Dezember

## Datum unbekannt
| Valter Aamodt                               | norwegischer Komponist, Dirigent, Musikkritiker und Chorleiter                                                  |  |
| Ramón Abella                                | uruguayischer Schwimmer und Wasserballspieler                                                                   |  |
| Charlotta Adlerova                          | deutschbrasilianische Malerin, Zeichnerin und Illustratorin                                                     |  |
| Horst Manfred Adloff                        | deutscher Schauspieler, Drehbuchautor, Regisseur und Produzent                                                  |  |
| José Álvarez del Villar                     | mexikanischer Ichthyologe                                                                                       |  |
| Hassan al-Amri                              | jemenitischer Politiker und Militär                                                                             |  |
| Hans Apel                                   | deutscher Nationalökonom                                                                                        |  |
| Beltrán Arbeleche                           | Architekt |  |
| Fritz Artl                                  | deutscher Jurist                                                                                                |  |
| Lili Assael                                 | griechische Musikerin und Holocaustüberlebende                                                                  |  |
| Alix Aymé                                   | französische Malerin                                                                                            |  |
| Anna Jean Ayres                             | US-amerikanische Entwicklungspsychologin                                                                        |  |
| Hans Rudolf Bachmann                        | Dozent für Marketing und Kommunikation                                                                          |  |
| Jakob Bamberger                             | deutscher Boxer und später Aktivist der Bürgerrechtsbewegung der Sinti und Roma                                 |  |
| Baccio Bandini                              | italienischer Filmproduzent, Filmeditor und Filmregisseur                                                       |  |
| Hermann Bartels                             | deutscher Maler und Objektkünstler                                                                              |  |
| Ruth Basinski                               | deutsche jüdische Musikerin und Überlebende des Holocaust                                                       |  |
| Benjamin Leonidowitsch Batajen              | sowjetischer Radrennfahrer                                                                                      |  |
| Henri Batiffol                              | französischer Rechtswissenschaftler                                                                             |  |
| Eugenio Battisti                            | italienischer Kunsthistoriker und -kritiker                                                                     |  |
| Helmut Bauermeister                         | deutscher Wirtschaftsfunktionär und Botschafter der DDR                                                         |  |
| Peter Emiljewitsch Bendel                   | russischer Maler                                                                                                |  |
| Friedrich Bergann                           | deutscher Botaniker                                                                                             |  |
| Bo Beskow                                   | schwedischer Künstler und Autor                                                                                 |  |
| Robert Beyer                                | deutscher Tonmeister und Komponist                                                                              |  |
| Ronald Eric Bishop                          | britischer Flugzeug-Konstrukteur                                                                                |  |
| Ellie von Bleichröder                       | deutsche Tochter von James und Harriet von Bleichröder                                                          |  |
| Dietrich Blos                               | deutscher Arzt                                                                                                  |  |
| Gerrit Bol                                  | niederländischer Mathematiker                                                                                   |  |
| Käte Bombach                                | deutsche Gewerkschafterin (FDGB)                                                                                |  |
| Lester Boone                                | US-amerikanischer Jazzmusiker (Altsaxophon, Klarinette)                                                         |  |
| Bruno Boxler                                | deutscher Ingenieur, Autor und Erfinder                                                                         |  |
| Bertha Bracey                               | englische Lehrerin, Quäkerin, Organisatorin britischer Flüchtlingshilfeaktionen während der Nazi-Zeit und Mi... |  |
| August Brandes                              | deutscher Radrennfahrer                                                                                         |  |
| Ninón de Brouwer Lapeiretta                 | dominikanische Komponistin                                                                                      |  |
| Tim Brown                                   | US-amerikanischer Eiskunstläufer                                                                                |  |
| Ruthild Busch-Schumann                      | deutsche Kinderbuchautorin und Illustratorin                                                                    |  |
| Ronald Stewart Byles                        | britischer Kakteensammler                                                                                       |  |
| Alfonso Castro Valle                        | mexikanischer Botschafter                                                                                       |  |
| Friedrich Wilhelm Cavallar von Grabensprung | österreichischer Ingenieur und Kraftfahrzeugsachverständiger                                                    |  |
| Teodors Celms                               | deutsch-baltischer Philosoph und Hochschullehrer                                                                |  |
| James Chambers                              | US-amerikanischer Hornist                                                                                       |  |
| Boubacar Cissé                              | nigrischer Manager und Politiker                                                                                |  |
| Antonio Maria Colini                        | italienischer Klassischer Archäologe                                                                            |  |
| Lionel Couch                                | britischer Artdirector                                                                                          |  |
| John Coward                                 | britischer Eishockeyspieler                                                                                     |  |
| Leo Cremer                                  | deutscher Maler, Zeichner und Restaurator                                                                       |  |
| Thomas Dam                                  | dänischer Bildschnitzer                                                                                         |  |
| Ivon De Bie                                 | belgischer Jazzpianist und Bandleader                                                                           |  |
| Marcel Decremps                             | französischer Journalist und Okzitanist                                                                         |  |
| Horia Demian                                | rumänischer Basketballspieler                                                                                   |  |
| John Dighton                                | britischer Drehbuchautor und Schriftsteller                                                                     |  |
| Julius Edelhoff                             | deutscher Chirurg                                                                                               |  |
| Rolf Elble                                  | deutscher Offizier, Politologe und Militärhistoriker                                                            |  |
| Hassan Esmaeil Elmkhah                      | iranischer Gewichtheber                                                                                         |  |
| Heinz Engelmann                             | deutscher Werbegraphiker, Karikaturist und Animationsfilmer                                                     |  |
| Jac van Essen                               | niederländischer Philosoph und Psychologe                                                                       |  |
| Jakow Stanislawowitsch Ewentow              | sowjetischer Geologe und Schachfunktionär                                                                       |  |
| Hanns Eyferth                               | deutscher Pädagoge                                                                                              |  |
| Hans Fiedler                                | deutscher Gymnasiallehrer, Altphilologe und Kunsthistoriker                                                     |  |
| Peter Fink                                  | deutscher Kommunalpolitiker (SPD)                                                                               |  |
| Pierre Forestier                            | französischer Architekt und Stadtplaner                                                                         |  |
| Rudolf Franta                               | deutscher Verwaltungsjurist und Ministerialbeamter                                                              |  |
| Friedrich Franzl                            | österreichischer Fußballtormann                                                                                 |  |
| Elisabeth Fürst                             | deutsche Schriftstellerin und Dichterin                                                                         |  |
| Ibrahim Gacaoglu                            | Tierarzt und Imam von München                                                                                   |  |
| Ricardo Galeazzi                            | argentinischer Jazzmusiker (Kontrabass) und Weltmusik-Künstler                                                  |  |
| Vital Gawronski                             | Schweizer Volkswirtschafter und Publizist                                                                       |  |
| Josefa Gettke                               | deutsche Theater- und Filmschauspielerin während der Stummfilmzeit                                              |  |
| Gima Makoto                                 | japanischer Großmeister des Karate                                                                              |  |
| Lydia Gottschewski                          | deutsche Nationalsozialistin, Bundesführerin des Bundes Deutscher Mädel                                         |  |
| Jan de Graaff                               | niederländischer Gärtner und Züchter                                                                            |  |
| Eduard Haas                                 | österreichischer Geschäftsmann                                                                                  |  |
| Ghalib Halasa                               | jordanischer Schriftsteller                                                                                     |  |
| Oldřich Hanč                                | tschechoslowakischer Eisschnellläufer, Pharmakologe und Biochemiker                                             |  |
| Liesel Hartmann                             | deutsche Fechterin                                                                                              |  |
| Sa’id Hawwa                                 | syrisch-jordanischer Religionslehrer, Mitglied und Ideologe der syrischen Muslimbrüder                          |  |
| Peter Hecker                                | deutscher Kommunalpolitiker (CSU)                                                                               |  |
| Willy van Heekern                           | deutscher Fotograf                                                                                              |  |
| Hildegard Therese Himmelweit                | britische Sozialpsychologin deutscher Herkunft                                                                  |  |
| Chandra Hirjee                              | indischer English-Billiards- und Snookerspieler                                                                 |  |
| Augustine Nguyen Hoa                        | chinesischer katholischer Pfarrer und Führer einer Militäreinheit                                               |  |
| Lothar Hofmann                              | deutscher politischer Funktionär (KPD)                                                                          |  |
| Reinhard Hübner                             | deutscher Historiker und Pfarrer                                                                                |  |
| Ralph Willard Imlay                         | US-amerikanischer Paläontologe                                                                                  |  |
| Käthe Jatho-Zimmermann                      | deutsche Schriftstellerin                                                                                       |  |
| Selwyn Jepson                               | englischer Schriftsteller                                                                                       |  |
| Hiroshi Kajiwara                            | japanischer Pianist und Musikpädagoge                                                                           |  |
| Fritz W. Kliem                              | deutscher Maler und Grafiker                                                                                    |  |
| Fred Kocks                                  | deutscher Landschafts- und Figurenmaler, Zeichner und Lithograf sowie Kurator, Museumsleiter und Autor          |  |
| Susanne Körber                              | deutsche Schauspielerin                                                                                         |  |
| Hans Kracke                                 | deutscher Musiker und Komponist                                                                                 |  |
| Ernst Langendorf                            | deutscher Journalist                                                                                            |  |
| Berto Lardera                               | italienisch-französischer Bildhauer                                                                             |  |
| Heinrich Latz                               | deutscher Architekt und saarländischer Ministerialrat                                                           |  |
| Fritz Lechler                               | deutscher SS-Führer                                                                                             |  |
| Hans Leicher                                | deutscher Hals-Nasen-Ohren-Arzt                                                                                 |  |
| Sebastian Leitner                           | deutscher Journalist                                                                                            |  |
| Robert Lesbounit                            | französischer Maler und Bildhauer                                                                               |  |
| Rudolf Levers                               | Schweizer Illustrator und Graphiker                                                                             |  |
| Paolo Levi                                  | italienischer Dramatiker und Drehbuchautor                                                                      |  |
| Sune Lindström                              | schwedischer Architekt                                                                                          |  |
| Otto Löhr                                   | deutscher Automobilrennfahrer                                                                                   |  |
| Ruth Lotmar                                 | Naturwissenschaftlerin                                                                                          |  |
| Hanna Löv                                   | deutsche Architektin und Baubeamtin                                                                             |  |
| Mustafa Aziz Mahmoud                        | irakischer General                                                                                              |  |
| Gottlob Maurer                              | deutscher Kommunalpolitiker                                                                                     |  |
| Gregory McMahon                             | US-amerikanischer Offizier und Politiker                                                                        |  |
| Colin McWilliam                             | schottischer Architekt und Autor                                                                                |  |
| Israil Mechanik                             | sowjetischer Gewichtheber                                                                                       |  |
| Bodo Mette                                  | deutscher Schauspieler                                                                                          |  |
| Wilhelm Metzig                              | deutscher Gebrauchsgrafiker, Emigrant zur Zeit des Nationalsozialismus nach New York                            |  |
| Trude Mohr                                  | deutsche Jugendführerin und BDM-Reichsreferentin                                                                |  |
| Carl Munters                                | schwedischer Ingenieur                                                                                          |  |
| Leyla Məmmədbəyova                          | erste aserbaidschanische weibliche Pilotin                                                                      |  |
| Alexei Leontjewitsch Narotschnizki          | sowjetischer Historiker                                                                                         |  |
| Hans Nathan                                 | US-amerikanischer Musikwissenschaftler                                                                          |  |
| Dick Noel                                   | US-amerikanischer Jazz- und Studiomusiker                                                                       |  |
| Nikolai Wassiljewitsch Nowikow              | sowjetischer Botschafter                                                                                        |  |
| Aharon Ofri                                 | israelischer Diplomat                                                                                           |  |
| Giannis Papaioannou                         | griechischer Komponist                                                                                          |  |
| Konstantinos Papakonstantinou               | griechischer Politiker                                                                                          |  |
| Abdullah Papur                              | alevitischer Volkssänger                                                                                        |  |
| Albert Peters                               | deutscher Verwaltungsbeamter                                                                                    |  |
| Keith Peters                                | englischer Fußballspieler                                                                                       |  |
| Hanns Pfeifer                               | deutscher Zeichner und Lithograf                                                                                |  |
| Paul Rademacher                             | deutscher Gebrauchsgrafiker und Dozent                                                                          |  |
| Walter Rafelsberger                         | österreichischer SS-Führer und Staatskommissar                                                                  |  |
| Trevor Ravenscroft                          | britischer Schriftsteller                                                                                       |  |
| Marie Raymond                               | französische Malerin der abstrakten Kunst                                                                       |  |
| David Vern Reed                             | US-amerikanischer Comicautor                                                                                    |  |
| Regina Relang                               | deutsche Modefotografin                                                                                         |  |
| Sam Richardson                              | kanadischer Sprinter, Weit- und Dreispringer                                                                    |  |
| Ulrich Riemerschmidt                        | deutscher Verleger, Herausgeber und Übersetzer                                                                  |  |
| Josef Rikus                                 | deutscher Bildhauer                                                                                             |  |
| Harald Röbbeling                            | deutscher Drehbuchautor und Filmregisseur                                                                       |  |
| Julián Rodríguez Adame                      | mexikanischer Botschafter                                                                                       |  |
| Erich Rosenthal-Pelldram                    | deutscher Jurist und Verwaltungsbeamter                                                                         |  |
| David Rosing                                | grönländischer Landesrat                                                                                        |  |
| Sergei Rybalko                              | sowjetischer Ringer                                                                                             |  |
| Michael Sabella                             | US-amerikanischer Berufsverbrecher in der New Yorker Mafiafamilie Bonanno                                       |  |
| Robert Thomas Sanderson                     | US-amerikanischer Chemiker                                                                                      |  |
| Mario Santoro                               | italienischer Romanist und Italianist                                                                           |  |
| Heinrich Sartorius                          | deutscher Botschafter                                                                                           |  |
| Hans Schlumpf                               | Schweizer Textilproduzent und Automobilsammler                                                                  |  |
| Rudolf Schmidt                              | deutscher Pianist und Musikpädagoge                                                                             |  |
| Charlotte Schmitt                           | deutsche Juristin, Richterin am Bundesverwaltungsgericht                                                        |  |
| Hertha Schober-Awecker                      | österreichische Historikerin                                                                                    |  |
| Erwin Schönborn                             | deutscher Verleger                                                                                              |  |
| Wolfgang Schott                             | deutscher Geologe                                                                                               |  |
| Hanns Schwindt                              | deutscher Manager                                                                                               |  |
| Juan Segura                                 | mexikanischer Architekt                                                                                         |  |
| Sava Sekulić                                | jugoslawischer naiver Maler                                                                                     |  |
| Etienne Serra                               | Schweizer Diplomat                                                                                              |  |
| Gerhard Siegmann                            | deutscher Architekt                                                                                             |  |
| Georg Siegmund                              | deutscher Theologe und Philosoph                                                                                |  |
| Oliver Smedley                              | britischer Unternehmer, Politiker und Radiopirat                                                                |  |
| Foto Stamo                                  | albanischer Maler                                                                                               |  |
| Hans Stosberg                               | deutscher Architekt und Sonderbevollmächtigter für den Bebauungsplan der Stadt Auschwitz                        |  |
| Robert Catesby Taliaferro                   | US-amerikanischer Wissenschaftshistoriker, Altphilologe und Philosoph                                           |  |
| Kaapa Tjampitjinpa                          | australischer Künstler                                                                                          |  |
| Alfred Tzschach                             | deutscher Chemiker                                                                                              |  |
| Hermann Überreiter                          | deutscher Jurist und Kommunalpolitiker (Bayernpartei)                                                           |  |
| Herbert Uppendahl                           | deutscher Politikwissenschaftler                                                                                |  |
| Ingeborg Vahle-Giessler                     | deutsche Malerin und Grafikerin                                                                                 |  |
| Agnes Vanderburg                            | US-amerikanische indianische Kulturvermittlerin, Übersetzerin und Autorin                                       |  |
| Ferenc Varga                                | ungarisch-französischer Maler, Graphiker und Bildhauer                                                          |  |
| Laura Veccia Vaglieri                       | italienische Islamwissenschaftlerin und Hochschullehrerin                                                       |  |
| Wagner Walbom                               | isländischer Badmintonspieler                                                                                   |  |
| Katharine Lane Weems                        | US-amerikanische Bildhauerin                                                                                    |  |
| Ingeborg Wendt                              | deutsche Kinderbuchautorin                                                                                      |  |
| Theo Maria Werner                           | deutscher Filmproduzent                                                                                         |  |
| Philip Whichelo                             | britischer Porträtmaler und Bühnenbildner                                                                       |  |
| Clare Winsten                               | englische Illustratorin, Zeichnerin und Bildhauerin                                                             |  |
| Richard Winter                              | rumänischer kommunistischer Politiker                                                                           |  |
| Egmont Witten                               | deutscher Jurist                                                                                                |  |
| Hüseyin Yazıcı                              | türkischer Fußballspieler                                                                                       |  |
| Andranik Zarukjan                           | armenischer Schriftsteller, Dichter, Erzieher und Journalist                                                    |  |
| Zhou Yang                                   | chinesischer Politiker und Literaturtheoretiker                                                                 |  |
| Dieter Zimmerle                             | deutscher Jazzjournalist und -publizist                                                                         |  |
| Sepp Zöchling                               | österreichischer Maler                                                                                          |  |
| Paolo Zolli                                 | italienischer Romanist, Linguist, Dialektologe und Lexikograf                                                   |  |
| Louis Zotz                                  | österreichischer katholischer Theologe und Hochschulgründer                                                     |  |
| Otto Zykan                                  | österreichischer Komponist, klassischer Gitarrist und Gitarrenlehrer                                            |  |